# Dragoon (Arizona)
Dragoon est une census-designated place du comté de Cochise, dans l'État de l'Arizona, aux États-Unis. En 2020, elle compte une population de 178 habitants.